# Albrecht Dold
Albrecht Egon Dold (Triberg im Schwarzwald, 5 de agosto de 1928 – Neckargemünd, 26 de setembro de 2011) foi um matemático alemão. É reconhecido como um pioneiro da topologia algébrica.

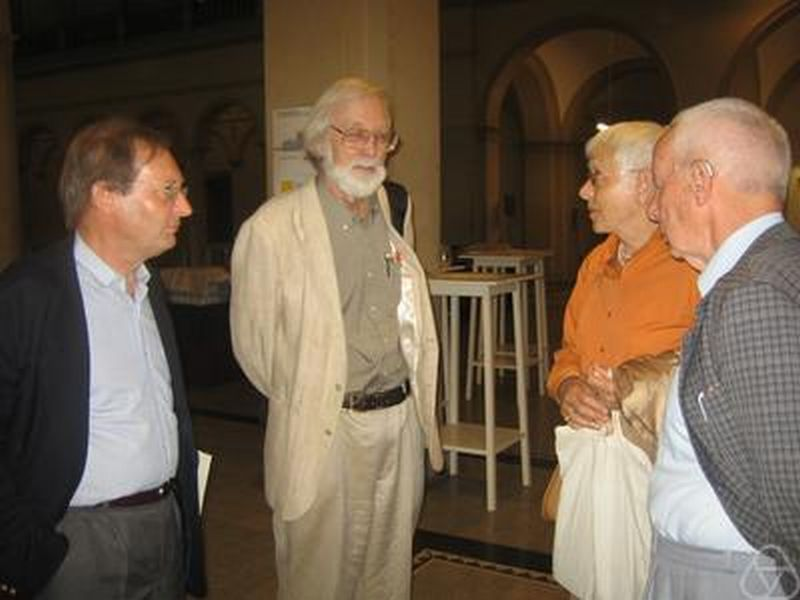
Yvonne Dold-Samplonius (segunda a partir da direita) com Albrecht Dold (direita), John Milnor, Günther Frei (esquerda), Zurique 2007

Foi casado com a historiadora da matemática Yvonne Dold-Samplonius. Foi palestrante convidado do Congresso Internacional de Matemáticos em Estocolmo (1962).

## Obras
- Lectures on Algebraic Topology. Springer-Verlag, Grundlehren der Mathematischen Wissenschaften, 1972, 2. Auflage 1980, neu 2004 in der Reihe Classics in Mathematics herausgekommen, ISBN 3540586601.
- Dold: Fixed point indices of iterated maps. Inventiones Mathematicae Volume 74, 1983.
- Dold: Fixed Point theory and Homotopy theory. In: Symposium in Algebraic Topology in Honor of Josef Adem. AMS 1982.
- Dold: The Fixed Point Index of Fibre-Preserving Maps. Inventiones Mathematicae, Volume 25, 1974, p. 281.
- Dold: Homotopie und Kohomologie. Jahresbericht DMV 1966.
- Dold: Partitions of unity in the theory of fibrations. Ann. of Math. (2) 78 1963 223–255.
- Dold, Puppe: Homologie nicht-additiver Funktoren. Anwendungen. Ann. Inst. Fourier Grenoble 11 1961 201–312.
- Dold, Thom: Quasifaserungen und unendliche symmetrische Produkte, Ann. of Math. (2) 67 (1958), p. 239–281
- Dold: Erzeugende der Thomschen Algebra {\displaystyle {\mathfrak {N}}}. Mathematische Zeitschrift Volume 65, 1956, p. 25.